# إرنست لي فلتشر
إرنست لى فلتشر (بالإنجليزية: Ernie Fletcher) هو سياسي أمريكي ينتمي إلى الحزب الجمهوري. ولد إرنست لى فلتشر في 12 تشرين الثاني من سنة 1952 في ولاية كنتاكي الأمريكية درس فلتشر في كلية الطب في جامعة كنتاكي وكان إرنست لى فلتشر عضوا في مجلس النواب الأمريكي في الفترة ما بين 3 كانون الثاني من عام 1999 إلى 8 كانون الأول من عام 2003 أصبح إرنست لى فلتشر حاكما على ولاية كنتاكي الأمريكية في 9 كانون الأول من سنة 2003 وقد استمر فلتشر في منصبه كحاكم على ولاية كنتاكي إلى 11 كانون الأول من سنة 2007.